# Stardust (película de 2020)
Stardust es una película biográfica anglo canadiense del 2020, sobre el artista británico David Bowie y su alter ego Ziggy Stardust. Es dirigida por Gabriel Range, producida por Paul Van Carter, Nick Taussig y Matt Code, y protagonizada por Johnny Flynn como Bowie y cuenta con Jena Malone y Marc Maron en los roles secundarios.